# NewYorker
NewYorker is een Duitse internationale kleding- en accessoireswinkel opgericht in 1971.

## Vestigingen
NewYorker had in april 2011 857 winkels in 36 landen, waaronder Nederland, België en Duitsland zelf. In 2021 was dit aantal gegroeid naar 1150 winkels in 46 landen met 21.000 werknemers.
Hoewel het hoofdkantoor van NewYorker in Braunschweig is, werd de eerste vestiging geopend in Flensburg. De eerst geopende vestiging van NewYorker in Nederland was die in Apeldoorn, maar er zijn ook nog 27 andere vestigingen. In België zijn er 6 winkels, namelijk in Maasmechelen (Shopping Center M2), Bergen/Mons, Genk, Luik, Kortrijk (K-shoppingcenter), en in Charleroi (Ville 2).
Oprichter Friedrich Knapp overleed in november 2024 op 73-jarige leeftijd.